# 事件 (哲学)
在哲學中，事件（英語：Event）是時間對象或對象中屬性的實例化。 在某些觀點中，只有獲得或失去屬性形式的變化才能構成事件，例如草坪逐漸變乾。 根據其他人的說法，也有一些事件只涉及保留屬性，例如草坪一直濕漉漉的。 事件通常被定義為特殊情況，與普遍情況不同，不能在不同時間重複。 過程是由一系列事件構成的複雜事件。 但是即使是簡單的事件也可以被認為是複雜的實體，涉及一個對象、一個時間和這個對象此時所體現的屬性。 傳統上，形而上學傾向於強調靜態存有而不是動態事件。 這種趨勢遭到了所謂的過程哲學（英語：Process philosophy）或過程本體論（英語：Process ontology）的反對，後者將本體論的首要地位歸於事件和過程。
事件是一个哲学范畴，按哲学家怀特海的定义，指一定时间或条件下所經驗／认识到的具体事情。怀特海认为事件是有机的而非静止的，他认为事件具有运动性、变化性、相对性和复杂性等特质。每一事件的现实规定性和意义是特殊、具体的，因而可以与其他事件相区隔。事件之间相互关联、影响、依赖、包含，如果一个事件与其他事件的联系发生转换，就演化为新的事件。取消了一定关联的事件不再是一个事件。怀特海希望重新解释经验世界的基本元素，便提出了“事件”的概念而取代机械唯物论中的“物质”。他认为，时间和空间本身即属于“事件”，不能离开“物质实体”的运动。